# 雪川轍
雪川 轍（ゆきかわ わだち）は、日本のライトノベル作家である。

## 概要
評価シートを貰えることや、Twitter上での応募作品に対してのツイートが面白そうだからと考えてGA文庫大賞に応募し、2014年に第6回GA文庫大賞で『クロスワールド・スクランブル』で奨励賞を受賞して同作でデビューした。

## 作品一覧
- 『クロスワールド・スクランブル』（イラスト: エイチ、GA文庫〈SBクリエイティブ〉）
  1. 2014年7月15日[4]、ISBN 978-4-7973-8008-8
  2. 2014年10月15日[5]、ISBN 978-4-7973-8121-4
  3. 2015年2月14日[6]、ISBN 978-4-7973-8122-1
- 『やせいのえいゆう が あらわれた! たたかう にげる ▼デレる!?』（イラスト: まふゆ、GA文庫〈SBクリエイティブ〉）
  1. 2019年9月13日[7]、ISBN 978-4-7973-9815-1
  2. 2020年3月13日[8]、ISBN 978-4-8156-0463-9